# Lijst van voetbalinterlands Engeland - Rusland
Deze lijst van voetbalinterlands is een overzicht van alle officiële voetbalwedstrijden tussen de nationale teams van Engeland en Rusland. De landen speelden tot op heden drie keer tegen elkaar. De eerste ontmoeting, een kwalificatiewedstrijd voor het Europees kampioenschap voetbal 2008, werd gespeeld in Londen op 12 september 2007. Het laatste duel, een groepswedstrijd tijdens het Europees kampioenschap voetbal 2016, vond plaats op 11 juni 2016 in Marseille (Frankrijk).

## Wedstrijden
| № | Plaats    | Datum             | Competitie           | Wedstrijd          | Uitslag |
| - | --------- | ----------------- | -------------------- | ------------------ | ------- |
| 1 | Londen    | 12 september 2007 | EK 2008 kwalificatie | Engeland – Rusland | 3 – 0   |
| 2 | Moskou    | 17 oktober 2007   | EK 2008 kwalificatie | Rusland – Engeland | 2 – 1   |
| 3 | Marseille | 11 juni 2016      | EK 2016              | Engeland − Rusland | 1 − 1   |

## Samenvatting
| Competitie      | Totaal gespeeld | Winst Engeland | Gelijk | Winst Rusland | Doelsaldo Engeland – Rusland |
| --------------- | --------------- | -------------- | ------ | ------------- | ---------------------------- |
| EK-eindronde    | 1               | 0              | 1      | 0             | 1 − 1                        |
| EK-kwalificatie | 2               | 1              | 0      | 1             | 4 − 2                        |
| Totaal          | 3               | 1              | 1      | 1             | 5 − 3                        |

## Details

### Eerste ontmoeting
| EK 2008 kwalificatie (Londen, Verenigd Koninkrijk, 12 september 2007):                                                                                             |              | |
| Engeland | 3 – 0        | Rusland |
| Michael Owen 7' Michael Owen 31' Rio Ferdinand 84' | goals        | |
| Steve McClaren | bondscoach   | Guus Hiddink |
| Paul Robinson Micah Richards Ashley Cole Steven Gerrard Rio Ferdinand Joe Cole 88' John Terry Gareth Barry Shaun Wright-Phillips Emile Heskey 80' Michael Owen 90' | opstellingen | Vjatsjeslav Malafejev Vasili Berezoetski Sergej Ignasjevitsj Aleksej Berezoetski 80' Aleksandr Anjoekov 40' Igor Semsjov Konstantin Zyrjanov Dinijar Biljaletdinov Joeri Zjirkov Andrej Arsjavin 63' Dmitri Sytsjov |
| Peter Crouch 80' Phil Neville 88' Stewart Downing 90' | wissels      | 40' Vladimir Bystrov 63' Roman Pavljoetsjenko 80' Aleksandr Kerzjakov |
| Joe Cole 78' | gele kaarten | |

### Tweede ontmoeting
| EK 2008 kwalificatie (Moskou, Rusland, 17 oktober 2007): |              | |
| Rusland | 2 – 1        | Engeland |
| Roman Pavljoetsjenko 67' (pen.) Roman Pavljoetsjenko 71' | goals        | 29' Wayne Rooney |
| Guus Hiddink | bondscoach   | Steve McClaren |
| Vladimir Gaboelov Vasili Berezoetski 46' Sergej Ignasjevitsj Aleksej Berezoetski Aleksandr Anjoekov Konstantin Zyrjanov Igor Semsjov Dinijar Biljaletdinov Joeri Zjirkov Andrej Arsjavin 89' Aleksandr Kerzjakov 58' | opstellingen | Paul Robinson Micah Richards 79' Joleon Lescott Steven Gerrard Rio Ferdinand Sol Campbell Gareth Barry 80' Shaun Wright-Phillips Wayne Rooney Michael Owen 80' Joe Cole |
| Dmitri Torbinski 46' Roman Pavljoetsjenko 58' Denis Kolodin 89' | wissels      | 79' Frank Lampard 80' Stewart Downing 80' Peter Crouch |
| Vasili Berezoetski 14' Roman Pavljoetsjenko 75' | gele kaarten | 57' Rio Ferdinand 67' Wayne Rooney |

### Derde ontmoeting
| EK 2016 (Marseille, Frankrijk, 11 juni 2016):                                                                                               |              | |
| Engeland | 1 – 1        | Rusland |
| Eric Dier 73' | goals        | 90+2' Vasili Berezoetski |
| Roy Hodgson | bondscoach   | Leonid Sloetski |
| Joe Hart Gary Cahill Danny Rose Kyle Walker Chris Smalling Eric Dier Adam Lallana Raheem Sterling 87' Dele Alli Wayne Rooney 78' Harry Kane | opstellingen | Igor Akinfejev Vasili Berezoetski Sergej Ignasjevitsj Igor Smolnikov 80' Roman Neustädter Georgi Sjtsjennikov Oleg Sjatov 77' Aleksandr Golovin (voetballer)Aleksandr Golovin 85' Fjodor Smolov Aleksandr Kokorin Artjom Dzjoeba |
| Jack Wilshere 78' James Milner 87' | wissels      | 77' Roman Sjirokov 80' Denis Gloesjakov 85' Pavel Mamajev |
| Gary Cahill 62' | gele kaarten | 72' Georgi Sjtsjennikov |